# 北京棘口吸虫
北京棘口吸虫（学名：Echinostoma pekinensis）为棘口科棘口属的动物。在中国大陆，分布于北京、江西南昌等地，营寄生生活，宿主为北京鸭、家鹅以及寄生于大肠和小肠。

## 外部連結
- 寄生蟲學-Nematoda(線蟲)-Echinostoma spp.(棘口吸蟲)（页面存档备份，存于）